# Wittelsbacher Park (Hof)

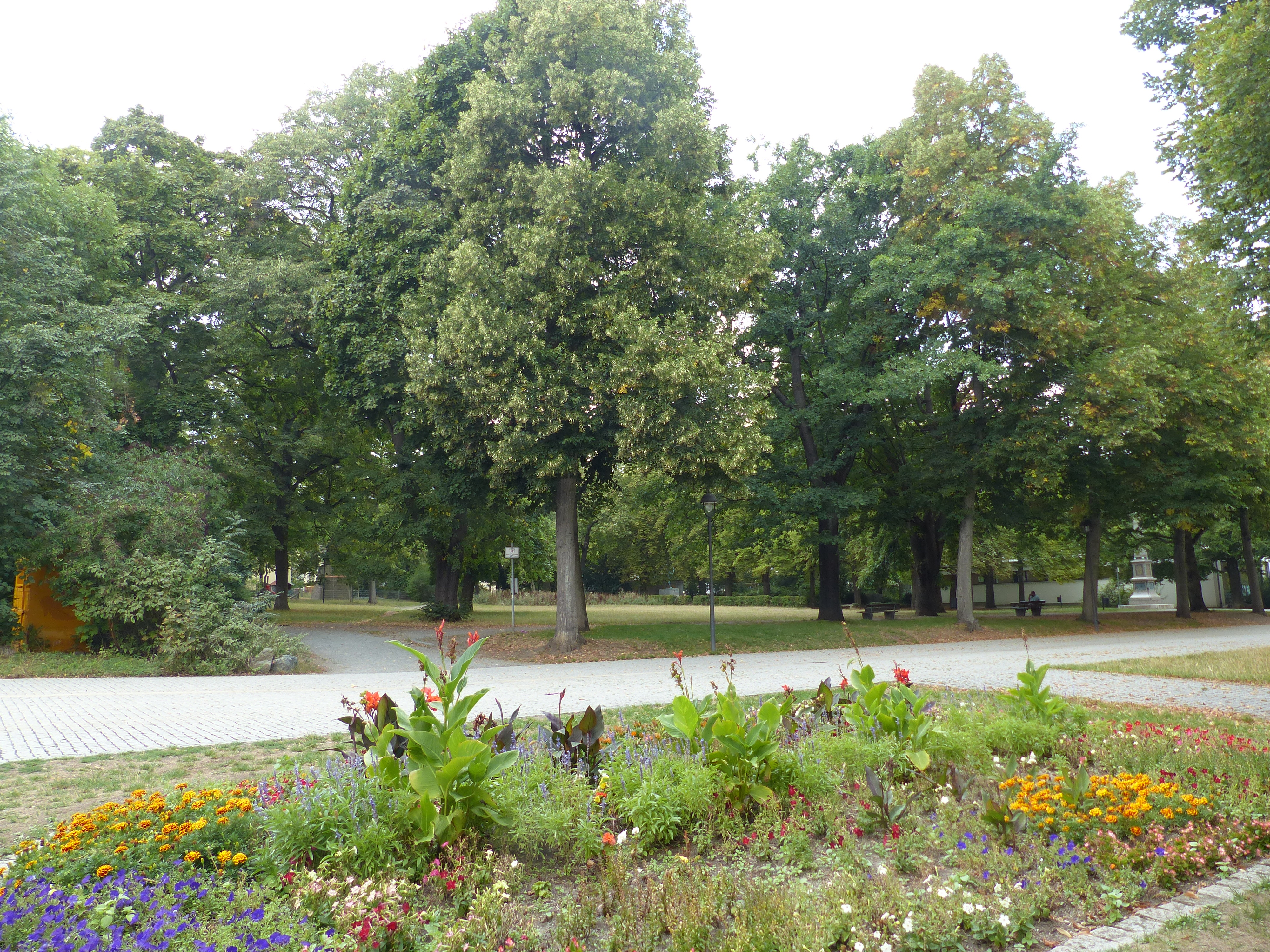
Eingang in den Park von Südosten

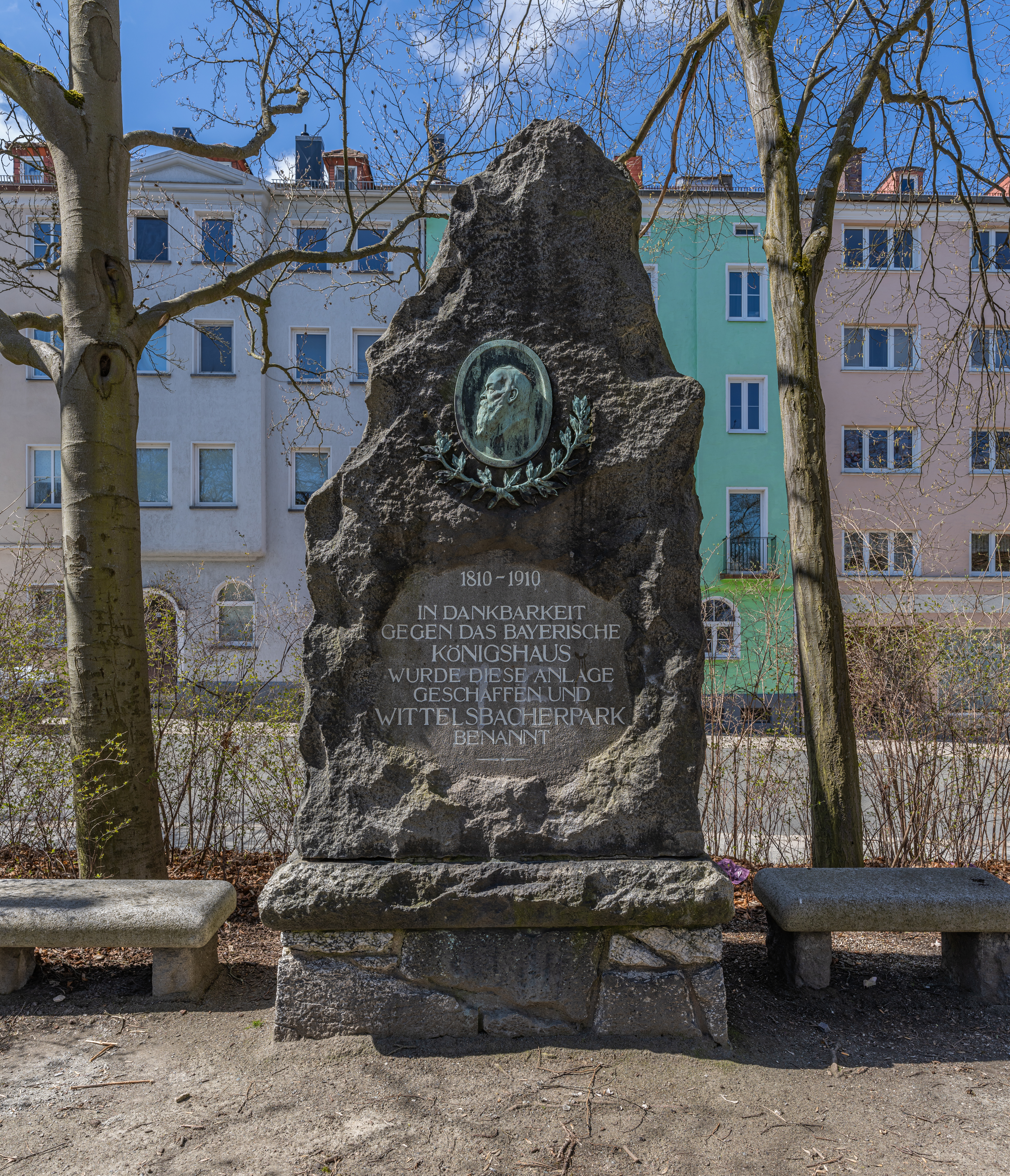
Gedenkstein mit Porträt des Prinzregenten Luitpold von Bayern

Sämann und Rückwand mit Totentafeln

Der Wittelsbacher Park im Bahnhofsviertel in Hof ist eine Parkanlage mit zahlreichen Baudenkmälern.
Therienstraße, Wörthstraße, Bergstraße und Sophienstraße (siehe auch Liste der Straßennamen von Hof) rahmen den annähernd quadratischen Park ein. Auf der gegenüberliegenden Seite befindet sich in der Sophienstraße eine denkmalgeschützte Gebäudegruppe von vier historischen Mietwohnhäusern. Der Park grenzt im Südwesten an das Haus der Jugend (D-4-64-000-328) und im Nordosten an die Stadtbücherei.
Ein Gedenkstein (D-4-64-000-219) anlässlich des Jubiläums der Angliederung an Bayern zeigt das Bronzeporträt des Prinzregenten Luitpold von Bayern und erklärt die Gründung des Parks 1910 aus Dankbarkeit gegenüber dem Wittelsbacher Königshaus.
Im Zentrum des Parks befindet sich die Bronzeplastik eines Sämanns, der  mit Totentafeln an die Gefallenen des Ersten Weltkriegs erinnert (D-4-64-000-219). Das Denkmal wurde 1927 angelegt, die Rückwand gestaltete Hans Allwang, die Plastik stammt von Hanns Breitenbach und Lothar Dietz. Im Jahr 1960 wurde vor der Figur eine liegende Tafel angebracht, die der Opfer des Zweiten Weltkriegs gedenkt. In der Verlängerung der Achse des Denkmals führt der Weg in Richtung Wörthstraße, gesäumt von denkmalgeschützten Steinbänken (D-4-64-000-219), zu einem Obelisk mit Hinweis auf den Krieg von 1870/71. Eine weitere Gedenktafel weist auf fünf französische Soldaten hin, die 1870/71 in Hof verstarben und dort begraben liegen (D-4-64-000-219). Vor der Anlage des Parks befand sich an der Stelle der Sophienberger Friedhof.

Lageplan
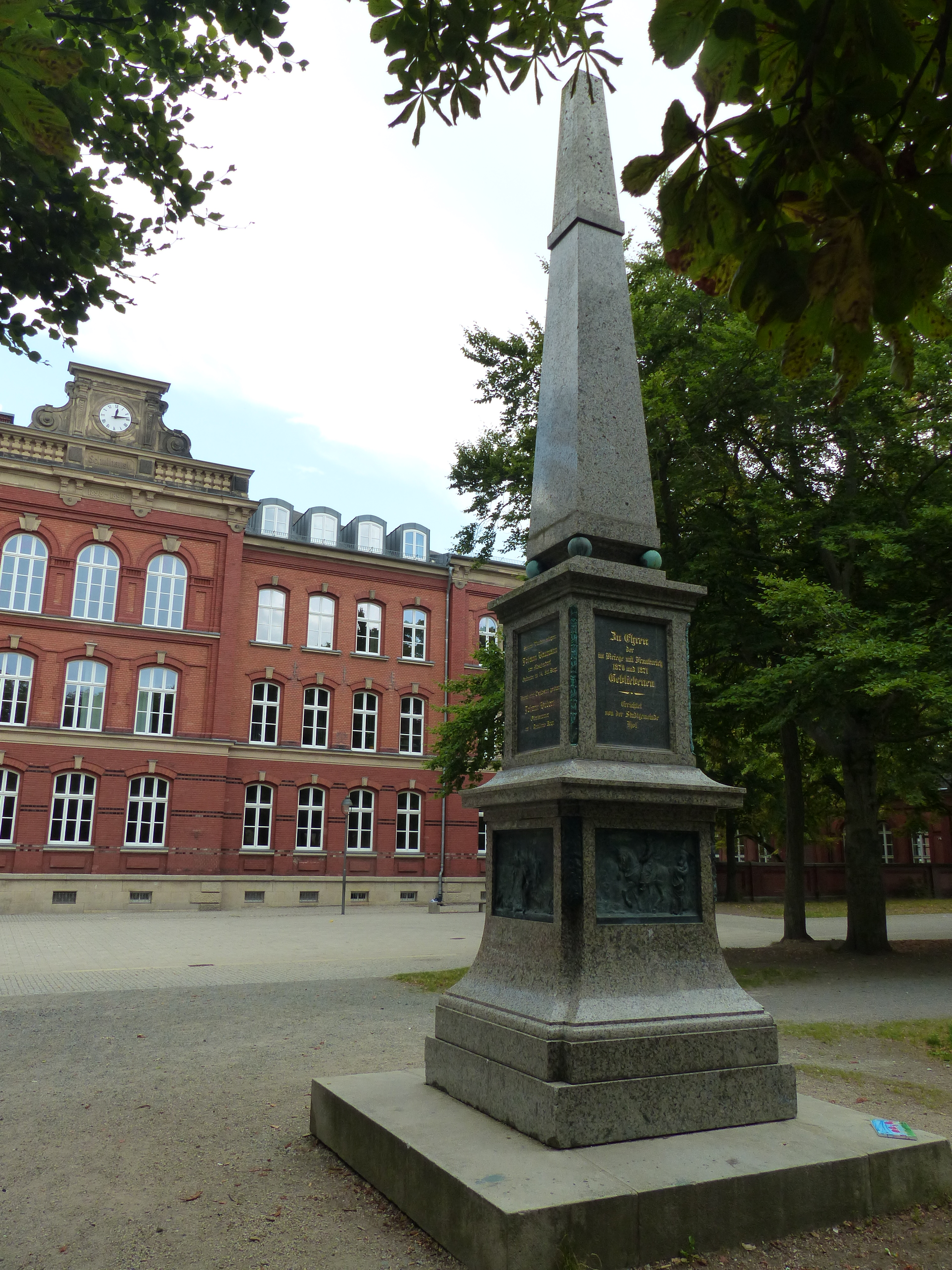
Obelisk
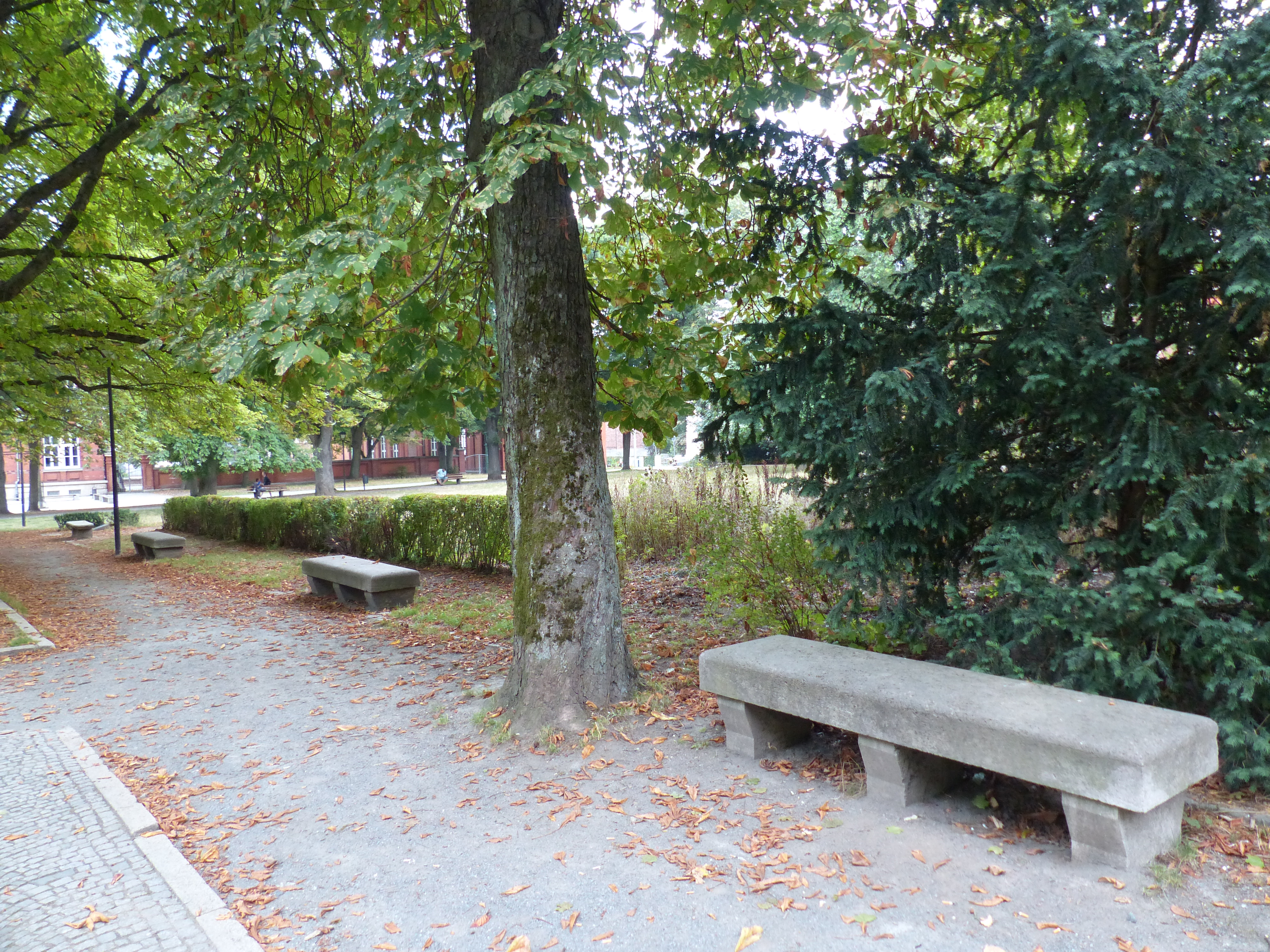
Parkbänke
Gedenkstein für französische Soldaten

Eine Hinweistafel weist auf den Sämann als Symbol des Revanchismus hin, sie wurde 1927 von militärischen und nationalistischen Vereinen in einer Linie zum Denkmal für die Gefallenen von 1870/71 errichtet und im Nationalsozialismus entsprechend instrumentalisiert. Der Sämann war 2022 Ziel des Ostermarsches in Hof, um auf eine Umwidmung der Figur zu Saat von Frieden und Völkerverständigung hinzuführen.

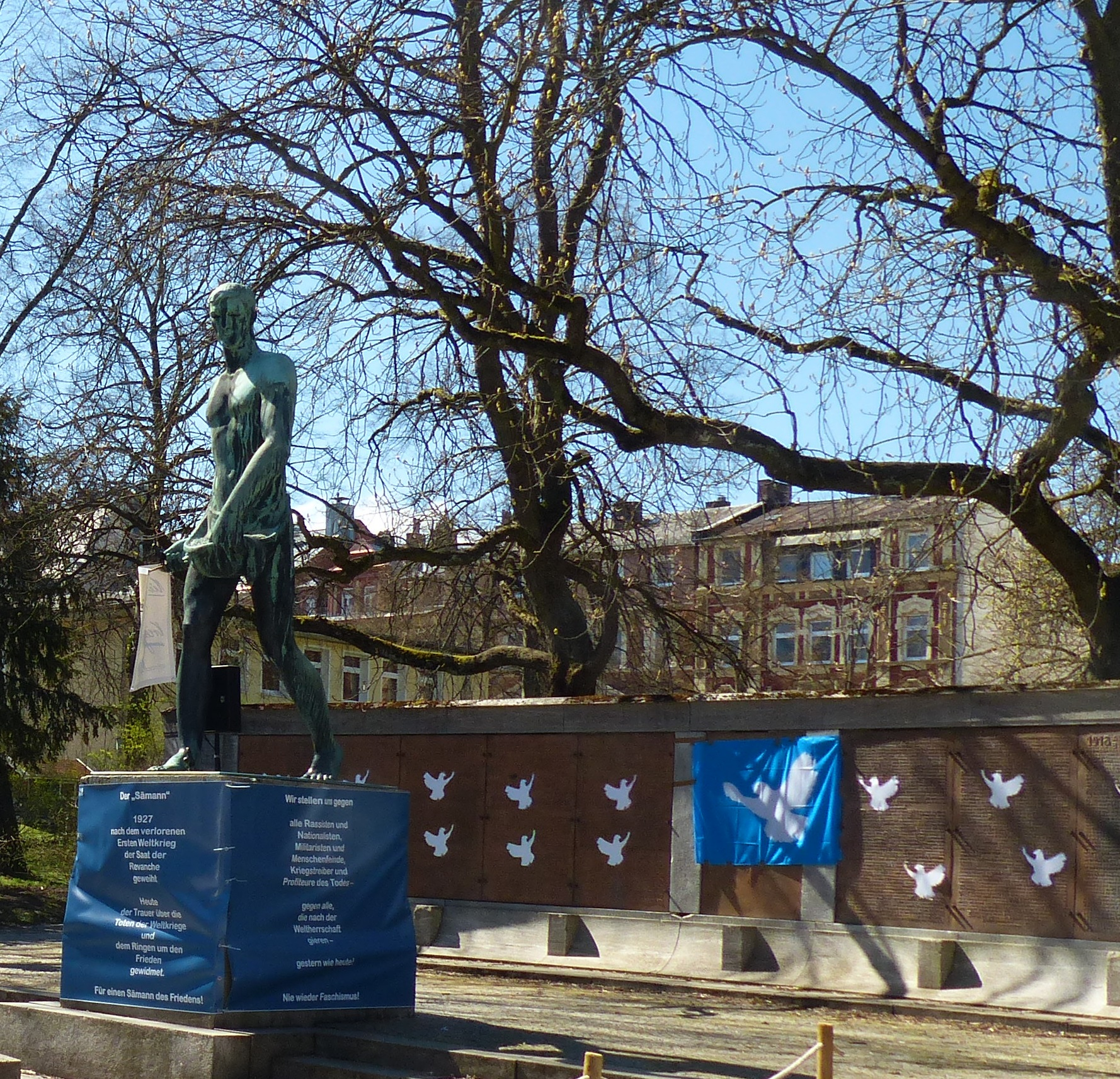
Denkmal zum Ostermarsch 2022
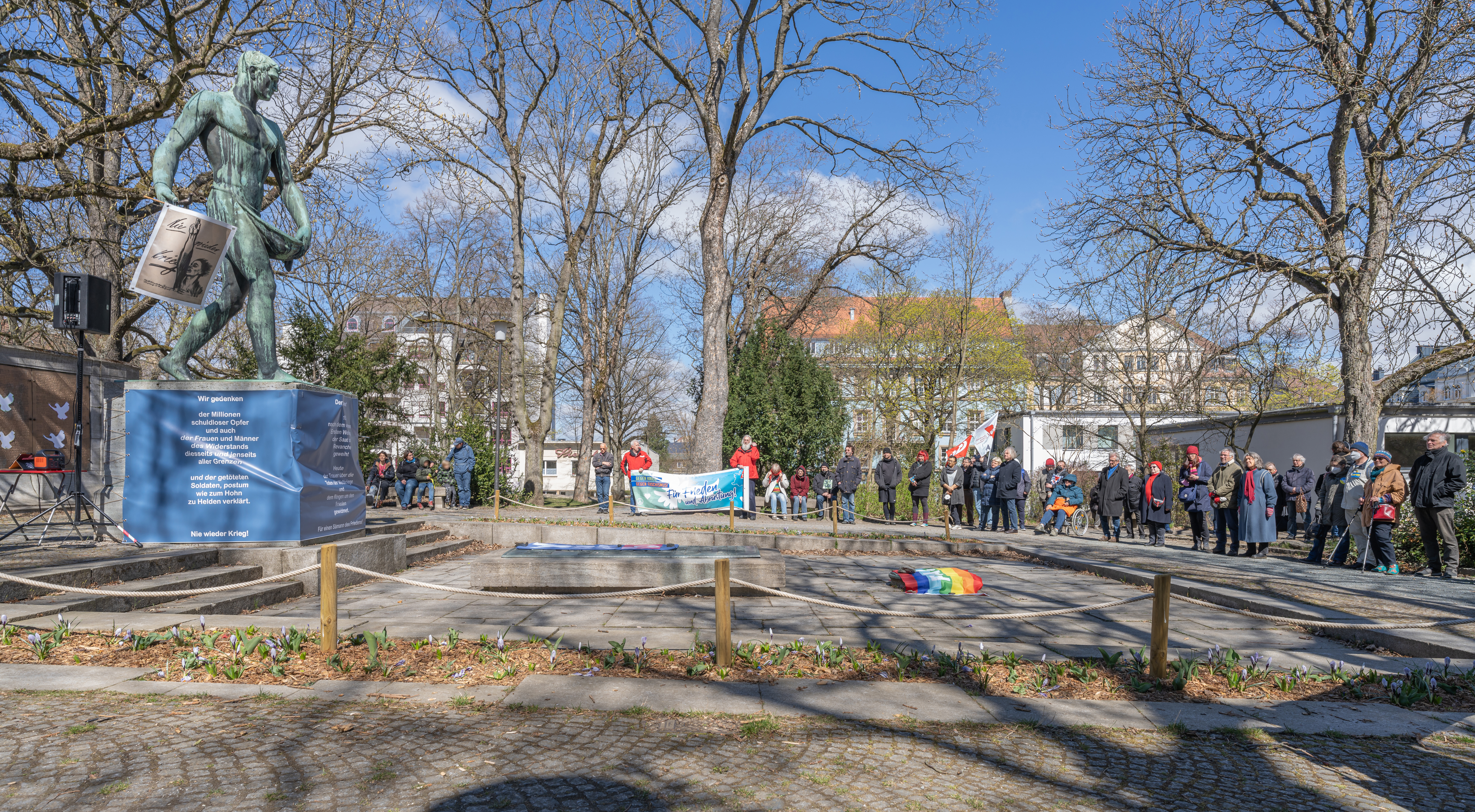
Versammlung am Denkmal